# Valmara 69
Valmara 69 ili V-69 je talijanska protu-pješačka mina koju je proizvodila Valsella. Razvijena je na temelju prethodnice V-59 a iako se u Italiji više ne proizvodi, velik broj kopija se proizvodio u drugim zemljama, primjerice u Singapuru i JAR-u. Južnoafrička inačica J-69 je identična kopija talijanskog originala međutim ona se više ne proizvodi zbog zakona o zabrani mina.

## Opis
V-69 je protupješačka mina maslinasto zelene ili boje pijeska s plastičnim tijelom unutar kojeg se nalazi manje čelično tijelo. Na vrhu mine se nalazi "kapa" u kojoj je upaljač a na kapi pet nožica. Mina se može aktivirati nagazom na nožice nakon čega se pokreće fuzija. Drugi način aktivacije je nagaz na žicu koja je spojena na V-69.
Vrijeme između aktivacije i detonacije iznosi oko jedne sekunde. Prilikom eksplozije rasprši se oko 1 000 čeličnih fragmenata. Sama mina stvara ubojiti prostor u krugu od 25 metara ali zbog čelićnih fragmenata ubojiti prostor je mnogo veći.
Zbog čeličnog sadržaja Valmaru 69 je moguće pronaći pomoću detektora metala.

## Korisnici
Mina Valmara 69 je pronađena u sljedećim zemljama:
- Angola
- Egipat
- Irak
- Iran
- Kuvajt
- Mozambik
- Sudan
- Turska
- Zapadna Sahara